# (4706) Dennisreuter
(4706) Dennisreuter es un asteroide que forma parte del cinturón de asteroides y fue descubierto el 16 de febrero de 1988 por Rajgopalan Rajamohan desde el Observatorio Vainu Bappu de Kavalur, India.

## Designación y nombre
Dennisreuter fue designado al principio como 1988 DR.
Posteriormente, en 2004, se nombró en honor del químico estadounidense Dennis C. Reuter.

## Características orbitales
Dennisreuter orbita a una distancia media de 2,268 ua del Sol, pudiendo acercarse hasta 1,872 ua y alejarse hasta 2,664 ua. Tiene una excentricidad de 0,1747 y una inclinación orbital de 8,26 grados. Emplea en completar una órbita alrededor del Sol 1247 días.

## Características físicas
La magnitud absoluta de Dennisreuter es 13,5. Está asignado al tipo espectral S de la clasificación SMASSII.